# Hotel Deutsches Haus (Alsleben)

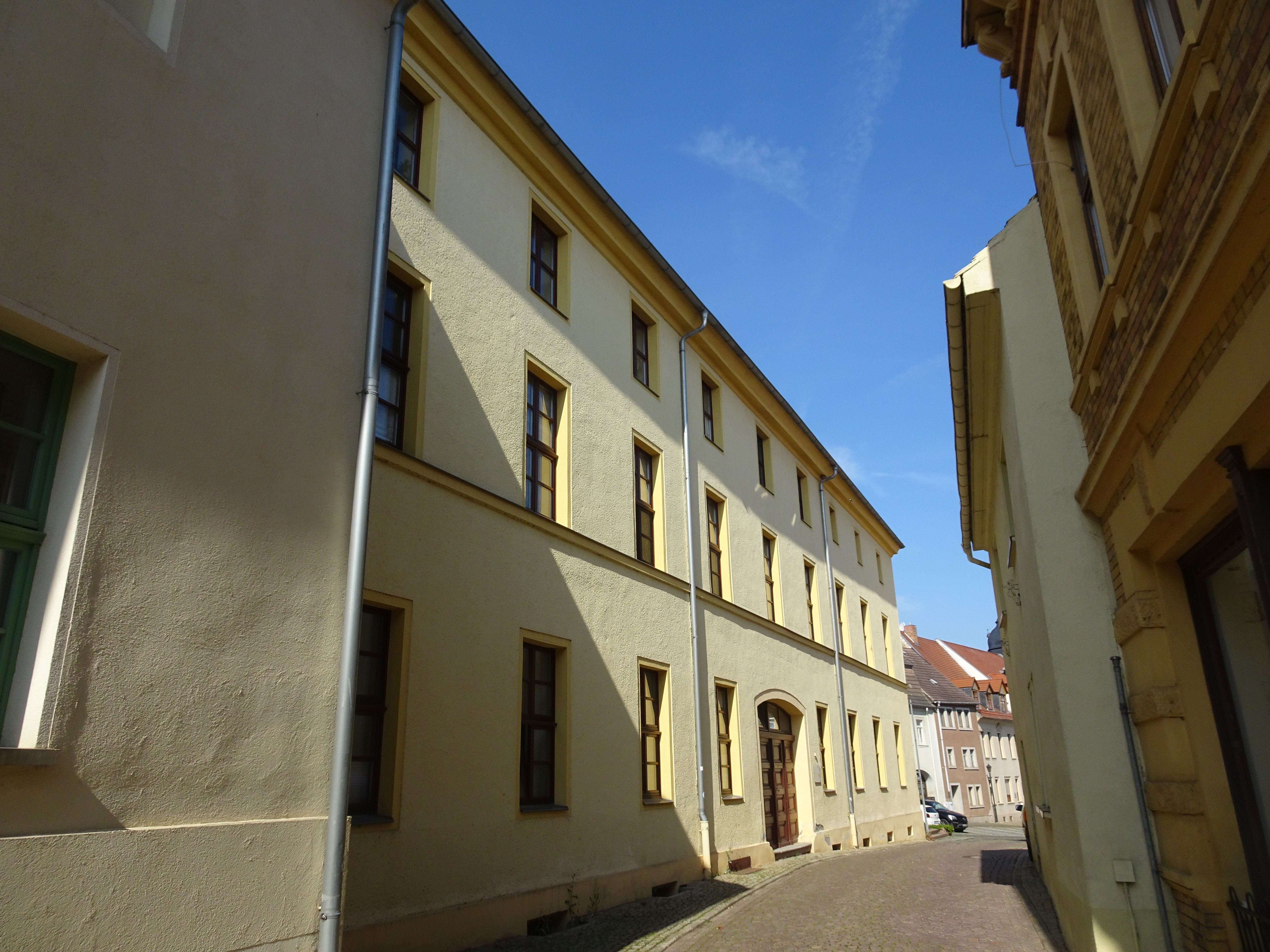
Straßenseitige Fassade

Das Hotel Deutsches Haus ist ein denkmalgeschütztes ehemaliges Hotelgebäude im Zentrum der Kleinstadt Alsleben (Saale) in Sachsen-Anhalt.
Das Hotel wurde 1845 an der Südostseite des Marktes, an der Einmündung der Burgstraße und der Neuen Torstraße in den Markt, errichtet. Das stattliche Gebäude, das sich über mehrere Parzellen des historischen Grundrisses der Stadt erstreckt, bildet ein städtebauliches Gegengewicht zum gegenüberliegenden Rathaus der Stadt. Das Hotel war bis zum Ende des Ersten Weltkriegs die bedeutendste Herberge der Stadt und wurde dann zur Sparkasse umgebaut.
Im Zuge städtebaulicher Sanierungsmaßnahmen wurde zwischen 1993 und 2003 die Fassade rekonstruiert und zurückversetzt, wobei der Gebäudeeingang zur Marktseite zurückverlegt wurde.